# التاريخ الاقتصادي لفرنسا

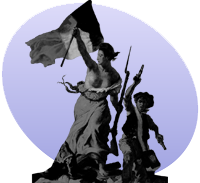

## فرنسا في العصور الوسطى
أدى انهيار الإمبراطورية الرومانية إلى فك ارتباط الاقتصاد الفرنسي بأوروبا. تراجعت حياة البلدات والمدن والتجارة، وأصبح المجتمع قائمًا على الأساس الاكتفاء الذاتي. قُيدت التجارة الدولية التي كانت قائمة في عصر الميروفنجيين، لا سيما في السلع الكمالية مثل الحرير والبردية والفضة، نظرًا لعمل التجار الأجانب بها مثل الرذنية.
بدأ الناتج الزراعي في الارتفاع في عصر الكارولنجيين نتيجة لوصول محاصيل جديدة، وتحسُن الإنتاج الزراعي، والأحوال الجوية الجيدة. غير أن ذلك لم يؤد إلى إحياء الحياة الحضرية؛ بل إن النشاط الحضري انخفض أكثر في عصر الكارولنجيين نتيجة للحرب الأهلية والغارات العربية وغزوات الفايكنغ. تفترض نظريات هنري بيرين أن هذا الانقطاع كان سببًا في إنهاء التجارة الخارجية، والتي دونها تراجعت الحضارة إلى مستوطنات زراعية محضة، ومراكز عسكرية وكنسية وملكية معزولة. عندما أنعشت التجارة هذه المراكز وأصبحت نواة للمدن والبلدات الجديدة، نمت حولها ضواحي التجار والحرفيين.
شهدت العصور الوسطى العليا استمرارًا في الازدهار الزراعي في عصر الكارولنجيين. بالإضافة إلى ذلك، نمت الحياة الحضرية خلال هذه الفترة، وتوسعت مدن مثل باريس بشكل كبير.
تسببت العقود الثلاثة عشر الممتدة من عام 1335 إلى عام 1450 في توليد سلسلة من الكوارث الاقتصادية، مع المحاصيل السيئة، والمجاعات، والأوبئة، والحروب التي اجتاحت أربعة أجيال من الفرنسيين. ازداد عدد السكان، ما زاد من تقلب إمدادات الأغذية. اجتاح الطاعون الدبلي («الموت الأسود») أوروبا الغربية في عام 1347، مما أسفر عن موت ثلث السكان، وردد صداه عدد من الأوبئة الأصغر على مدى 15 عامًا. سار الجيشان الفرنسي والإنجليزي أثناء حرب المائة عام ذهابًا وإيابًا عبر الأرض؛ إذ نهبوا المدن وأحرقوها، واستنزفوا الإمدادات الغذائية، وعطلوا الزراعة والتجارة، وخلفوا الأمراض والمجاعة في أعقابهم. ضعفت السلطة الملكية، مع تحول النبلاء المحليين إلى رجال أقوياء يحاربون جيرانهم للسيطرة على المنطقة المحلية. انخفض عدد سكان فرنسا من 17 مليون إلى 12 مليون نسمة في غضون 130 عامًا. أخيرًا، بدأت دورة طويلة من الانتعاش بدءًا من خمسينيات القرن الخامس عشر.

## الحقبة الحديثة المبكرة لفرنسا
(ترد الأرقام المذكورة في القسم التالي بالجنيه التوري (أحد العملات الفرنسية)، وهي وحدة الحساب المعيارية المستخدمة في هذه الفترة. تصعب المقارنة مع الأرقام الحديثة، إذ كانت المواد الغذائية رخيصة نسبيًا، لكن السلع الكمالية والأقمشة كانت باهظة جدًا. في القرن الخامس عشر، يمكن للحِرفي أن يكسب 30 جنيه في السنة، ويمكن للنبيل العظيم الحصول على إيرادات من 6000 إلى 30,000 جنيه أو أكثر. في أواخر القرن السابع عشر، كان العامل غير الماهر في باريس يكسب نحو 250 جنيه في السنة، في حين ينعم كاتب ناجح نسبيًا ذو عائد مقداره 4000 جنيه سنويًا بحياة أو رفاهية متواضعة. في نهاية القرن الثامن عشر، يمكن لأسرة ميسورة أن تكسب 100,000 جنيه في السنة، رغم أن أكثر الأسر المرموقة يمكن أن تكسب ضعف أو ثلاثة أضعاف ذلك، بينما تسمح المكاسب السنوية البالغة 10,000 جنيه بحد أدنى من الرفاه الريفي).

### عصر النهضة
كان اقتصاد عصر النهضة في فرنسا، طيلة نصف القرن الأول، يتسم بالنمو الديموغرافي الديناميكي والتطورات في الزراعة والصناعة. حتى عام 1795، كانت فرنسا الدولة الأكثر سكانًا في أوروبا وثالث أكبر دولة اكتظاظًا بالسكان في العالم، بعد الصين والهند. يُقدر عدد سكانها بنحو 17 مليون نسمة في عام 1400، و20 مليون نسمة في القرن السابع عشر، و28 مليون نسمة في عام 1789، وتجاوز عدد سكانها حتى عدد سكان روسيا وكانت ضعف حجم بريطانيا وهولندا. في فرنسا، شهد عصر النهضة زيادة هائلة في تعداد سكان المناطق الحضرية، رغم أن فرنسا ظلت في الإجمال دولة ريفية بشدة، إذ كان أقل من 10% من السكان يعيشون في المناطق الحضرية. كانت باريس واحدة من أكثر المدن كثافة سكانية في أوروبا، إذ يُقدر عدد سكانها بنحو 650 ألف نسمة بحلول نهاية القرن الثامن عشر.
توسع الإنتاج الزراعي لمجموعة متنوعة من المواد الغذائية: زيت الزيتون، النبيذ، السيدر، وسمة الصباغين، (بالفرنسية: «باستيل»، مصدر للصبغ الأزرق)، والزعفران. نما في الجنوب الخرشوف، الشمام أو البطيخ، الخس الروماني، الباذنجان، لحية التيس، الكرفس، الشمّر، البقدونس والبرسيم الحجازي. بعد عام 1500، ظهرت محاصيل العالم الجديد مثل الفاصولياء، الذرة، القرع، الطماطم، البطاطس والفلفل الحلو. ظلت تقنيات الإنتاج مرتبطة بتقاليد العصور الوسطى بإنتاج قليل. مع الازدياد السريع لعدد السكان، ندُرت الأراضي الإضافية المناسبة للزراعة. تفاقم الوضع بسبب المحاصيل الكارثية المتكررة في خمسينيات القرن السادس عشر.
أثرت التطورات الصناعية بشكل كبير على الطباعة (التي أدخلت في عام 1470 في باريس، و1473 في ليون) والصناعات الفلزية. كان إدخال أحد أنواع المواقد ذات درجة حرارة مرتفعة في شمال شرق فرنسا وزيادة تنجيم المعادن من التطورات المهمة، رغم أنه كان لا يزال من الضروري لفرنسا أن تستورد العديد من المعادن الفلزية، بما في ذلك (النحاس والبرونز والقصدير والرصاص). استفادت المناجم وأعمال الزجاج كثيرًا من الإعفاءات الضريبية الملكية لمدة نحو عشرين عامًا. مكّن إنتاج الحرير (الذي بدأ العمل فيه عام 1470 في تور، وفي ليون عام 1536) الفرنسيين من الانضمام إلى سوق مزدهر، لكن المنتجات الفرنسية ظلت أقل جودة من الحرير الإيطالي. كان إنتاج الصوف منتشرًا على نطاق واسع، وكذلك إنتاج الكتان والقنب (كلاهما من المنتجات التصديرية الرئيسية).
بعد باريس، كانت روان ثاني أكبر مدينة في فرنسا (70,000 نسمة عام 1550)، ويرجع ذلك بجزء كبير إلى مينائها. كانت مارسيليا (الفرنسية منذ عام 1481) ثاني أكبر ميناء في فرنسا: استفادت كثيرًا من اتفاقيات فرنسا التجارية المُوقعة عام 1536 مع سليمان القانوني. لزيادة النشاط البحري، أسس فرانسوا الأول مدينة لو هافر الساحلية في عام 1517. تشمل الموانئ الهامة الأخرى تولون، وسان مالو، ولا روشيل.
كانت ليون مركز الأسواق المصرفية والتجارية الدولية في فرنسا. جرت معارض سوقية أربع مرات في السنة وسهلت تصدير السلع الفرنسية، مثل المنسوجات والأقمشة، واستيراد السلع الإيطالية والألمانية والهولندية والإنجليزية. سمحت أيضًا باستيراد السلع المميزة مثل الحرير، والشبة، والزجاج، والصوف والتوابل والأصباغ. احتوت ليون على منازل معظم العائلات الغنية الأوروبية، بما في ذلك آل فوغر وآل ميديشي. ربطت الأسواق الإقليمية والطرق التجارية بين ليون وباريس وروان وبقية البلاد. في عهد فرانسوا الأول وهنري الثاني، كانت العلاقات بين الواردات الفرنسية والصادرات إلى إنجلترا وأسبانيا في صالح فرنسا. كانت التجارة متوازنة تقريبًا مع هولندا، ولكن عانت فرنسا بشكل مستمر من عجز تجاري ضخم مع إيطاليا بسبب الحرير والسلع المميزة لتلك الأخيرة. في العقود اللاحقة، أوجد النشاط البحري الإنجليزي والهولندي والفلمنكي تنافسًا مع التجارة الفرنسية، وهذا من شأنه أن يؤدي في النهاية إلى إزاحة الأسواق الرئيسية إلى الشمال الغربي، ما يؤدي إلى انحدار ليون.
على الرغم من أن فرنسا، التي كانت في البداية أكثر اهتمامًا بالحروب الإيطالية، ووصلت متأخرة إلى استكشاف الأمريكتين واستعمارهما، فإن المبادرة الخاصة والقرصنة جلبتا البريطون والنورمان والباسكيون مبكرًا إلى المياه الأمريكية. بداية من عام 1524، بدأ فرانسوا الأول في رعاية استكشاف العالم الجديدة. كان من بين المستكشفين البارزين الذين أبحروا تحت العلم الفرنسي؛ جيوفاني دي فيرازانو وجاك كارتييه. لاحقًا، رعى هنري الثاني عمليات استكشاف نيكولاس دوراند دي فيليغاغون الذي أسس مستعمرة كالفينية كبيرة في ريو دي جانيرو، بين عامي 1555 و1560. في وقت لاحق، أنشأ رينيه غولين دي لودونيير وجان ريبو مستعمرة بروتستانتية في فلوريدا بين عامي 1562 و1565.
بحلول منتصف القرن السادس عشر، أدى النمو الديموغرافي في فرنسا، وتزايد الطلب على السلع الاستهلاكية، والتدفق السريع للذهب والفضة من أفريقيا والأمريكتين، إلى التضخم (أصبح سعر الحبوب خمسة أضعاف ما كان عليه في الفترة من 1520 إلى 1600)، وركود الأجور. رغم أن العديد من الفلاحين المالكين للأراضي والتجار المغامرين كانوا قادرين على أن يصبحوا أكثر ثراءً أثناء فترة الازدهار، فإن مستوى المعيشة انخفض إلى حد كبير بالنسبة للفلاحين في المناطق الريفية، الذين أرغموا على التعامل مع المحاصيل السيئة في الوقت نفسه. أدى هذا إلى انخفاض القوة الشرائية وتراجع التصنيع. دفعت الأزمة النقدية فرنسا إلى التخلي (في عام 1577) عن الجنيه باعتبارها وحدة الحساب، لصالح العملة النقدية المتداولة، وحظر أغلب العملات الأجنبية.
من ناحية أخرى، كانت المشاريع العسكرية الفرنسية في إيطاليا و(فيما بعد) الحروب الأهلية الكارثية تتطلب مبالغ ضخمة من المال، التي جُمعت من ضرائب الأراضي وغيرها. زادت ضرائب الأراضي، التي فرضت بشكل أساسي على الفلاحين، من 2.5 مليون جنيه عام 1515 إلى 6 ملايين بعد عام 1551، وبحلول 1589، سجلت هذه الضرائب رقمًا قياسيًا، بلغ 21 مليون جنيه. ضربت الأزمات المالية الأسرة الملكية مرارًا، وكذلك في عام 1523، أنشأ فرانسوا الأول نظام السندات الحكومية في باريس.
تزامنت حروب فرنسا الدينية مع فشل المحاصيل وانتشار الأوبئة. مارس المتحاربون أيضًا استراتيجيات «الأرض المحروقة» المدمرة لحرمان أعدائهم من المواد الغذائية. انتشر قُطاع الطرق وفِرق الدفاع عن النفس، وتوقف نقل البضائع، وهرب أهالي القرى إلى الغابات وتركوا أراضيهم، وأضرمت النيران في المدن. تأثر الجنوب بشكل خاص: أوفيرن، وليون، وبرغونية، ولانغيدوك، إذ انخفض الإنتاج الزراعي في تلك المناطق بنسبة 40% تقريبًا. أخليت منازل الأثرياء الكبرى في مدينة ليون، إذ بقي 21 منزلًا إيطاليًا في عام 1597 من أصل 75 منزل في عام 1568.